# نيل موهان
نيل موهان (14 يوليو 1973-) هو مهندس كهربائي ورجل أعمال أمريكي من أصل هندي. وُلِد نيل موهان في مدينة لافاييت بولاية إنديانا، وقضى معظم طفولته في الولايات المتحدة قبل أن ينتقل مع عائلته إلى الهند عام 1985.  في عام 1992، عاد إلى الولايات المتحدة والتحق بجامعة ستانفورد، حيث تخصص في الهندسة الكهربائية وتخرج عام 1996.

## حياته وتعليمه
وُلِد نيل موهان لعائلة هندية الأصل من مدينة لكناو، حيث كان والده، أديتيا موهان، مهندسًا مدنيًا انتقل إلى الولايات المتحدة في أوائل السبعينيات للحصول على درجة الدكتوراه من جامعة بيردو. أما والدته، ديبا موهان، فكانت ربة منزل. نشأ موهان في آن أربور بولاية ميشيغان، لكنه انتقل مع عائلته إلى الهند عام 1985. هناك، أكمل دراسته الثانوية في كلية سانت فرانسيس، حيث تعلم اللغتين الهندية والسنسكريتية. بعد سبع سنوات، في الفترة بين عامي 1991 و1992، عاد إلى الولايات المتحدة والتحق بجامعة ستانفورد، حيث حصل على درجة البكالوريوس في الهندسة الكهربائية عام 1996.
في عام 2005، حصل موهان على درجة ماجستير إدارة الأعمال من كلية الدراسات العليا لإدارة الأعمال بجامعة ستانفورد، وكان باحثًا في منحة أرجاي ميلر.

## حياته المهنية
بدأ موهان حياته المهنية في شركة "أكسنتشر" قبل أن ينضم إلى شركة ناشئة تُدعى "NetGravity". وسرعان ما أصبح شخصية بارزة داخل الشركة. في عام 1997، استحوذت شركة "دبل كليك" على "NetGravity"، لكن الأخيرة واجهت تحديات كبيرة بعد استحواذها على شركة "العد المباشر" عام 1999، مما أدى في النهاية إلى إلغاء الاندماج.
في عام 2003، عاد موهان إلى جامعة ستانفورد لاستكمال درجة الماجستير في إدارة الأعمال. في عام 2005، جُنّد من قِبل ديفيد روزنبلات، الرئيس التنفيذي لشركة "دبل كليك" حينها، للمساعدة في إعادة توجيه الشركة. أسهم موهان بشكل كبير في تطوير خطة استراتيجية قيل إنها أثرت في عمليات "جوجل" لاحقًا.
وفي عام 2007، استحوذت شركة "جوجل" على "دبل كليك" في صفقة قادتها المديرة التنفيذية "سوزان وجسيكي". عمل موهان ووجسيكي معًا بشكل وثيق لمدة خمسة عشر عامًا، وفي عام 2015، تولى منصب المدير التنفيذي للمنتجات في "يوتيوب"، حيث كان له دور بارز في قيادة مشاريع مثل تلفزيون يوتيوب، ويوتيوب موسيقى، ويوتيوب بريميوم، ويوتيوب مقاطع قصيرة. في فبراير 2023، وبعد استقالة سوزان وجسيكي، خلفها موهان ليصبح الرئيس التنفيذي لشركة "يوتيوب".

## الخبرة

### أكسنتشر ونتجرافيتي
عمل موهان بعد التخرج في شركة أكسنتشر، المملوكة لشركة آرثر أندرسن. في عام 1997، انضم إلى شركة ناشئة تسمى NetGravity، ليصبح شخصية رئيسية في عمليات الشركة ووسع شهرتها بشكل كبير.

### شركة دبل كليك
في عام 1997، انتقل موهان من كاليفورنيا إلى المقر الرئيسي لشركة دبل كليك في نيويورك. أصبح تدريجيا أكثر مشاركة في الشؤون التجارية المركزية داخل الشركة، مع اعتماد الشركة عليه لخفض التكاليف في أعقاب انفجار فقاعة الدوت كوم . أصبح نائبًا لرئيس العمليات التجارية.
في عام 2003، عاد نيل موهان إلى جامعة ستانفورد للحصول على درجة الماجستير في إدارة الأعمال. خلال تلك الفترة، واجهت شركة دبل كليك مشكلات كبيرة، تولى عقب ذلك ديفيد روزنبلات منصب الرئيس التنفيذي لشركة دبل كليك بدعوة من هيلمان وفريدمان. في عام 2005، انضم موهان إلى الشركة بعد حصوله على درجة الماجستير في إدارة الأعمال، بشرط بقائه في كاليفورنيا.
عمل موهان وروزنبلات معًا على خطة استراتيجية لتحويل الشركة إلى متخصصة في تبادل الإعلانات وتقنيات الإعلان الأساسية. تضمنت الخطة عرضًا تقديميًا مكونًا من 400 شريحة، يُقال إنه لا يزال له تأثير على استراتيجيات جوجل الحالية. تمت الموافقة على الخطة من قبل مجلس إدارة في ديسمبر 2005.

### جوجل
في 13 أبريل 2007، أعلنت شركة جوجل عن استحواذها على دبل كليك مقابل 3.1 مليار دولار، في صفقة خططت لها بشكل كبير المديرة التنفيذية سوزان وجسيكي. بعد انضمامه رسميًا إلى جوجل في نفس العام، لعب نيل موهان دورًا محوريًا في عملية التكامل مع دبل كليك. وخلال فترة عمله، أشرف موهان على استحواذ جوجل على شركة انفايت ميديا مقابل 85 مليون دولار في عام 2010، وارتقى إلى منصب نائب أول لرئيس الإعلانات المصورة والفيديو.

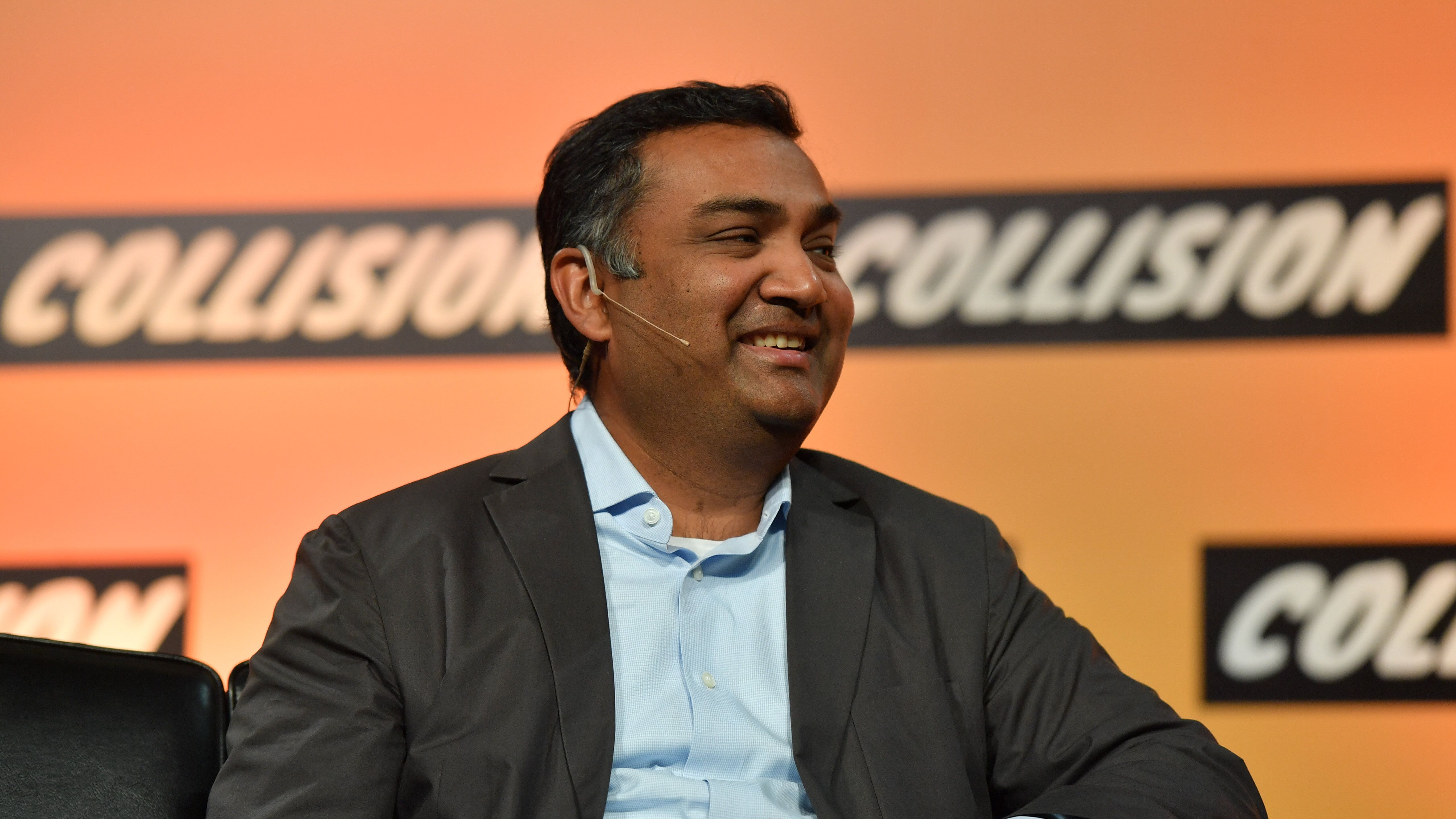

في عام 2011، حاول ديفيد روزنبلات، الذي كان حينها عضوًا في مجلس إدارة تويتر، تعيين موهان كمسؤول رئيسي للمنتجات، لكن جوجل قدمت عرضًا بقيمة 100 مليون دولار للإبقاء عليه. كما حاولت شركات أخرى، مثل فيسبوك، استقطابه، إلا أن موهان اختار البقاء مع جوجل.

### يوتيوب
في عام 2015، انضم نيل موهان إلى يوتيوب، الشركة التابعة لـ جوجل، كرئيس تنفيذي للمنتجات. خلال فترة عمله، أشرف على تطوير وإدارة العديد من العلامات التجارية البارزة. في سبتمبر 2020، مثّل موهانيوتيوب أمام الكونغرس وشارك في قمة البيت الأبيض، حيث قدّم سياسة جديدة لتعديل المحتوى على المنصة بهدف مكافحة المحتوى المتطرف والعنيف. وسّعت هذه السياسة الجهود السابقة ضد جماعات مثل داعش، لتشمل حظر أي محتوى يمجد العنف أو يدعم التجنيد أو جمع الأموال للمنظمات المتطرفة. كما أطلق يوتيوب حملة لمحو أمية وسائل الإعلام، تستهدف توعية الشباب بكيفية التعرف على أساليب التلاعب المستخدمة لنشر المعلومات المضللة.

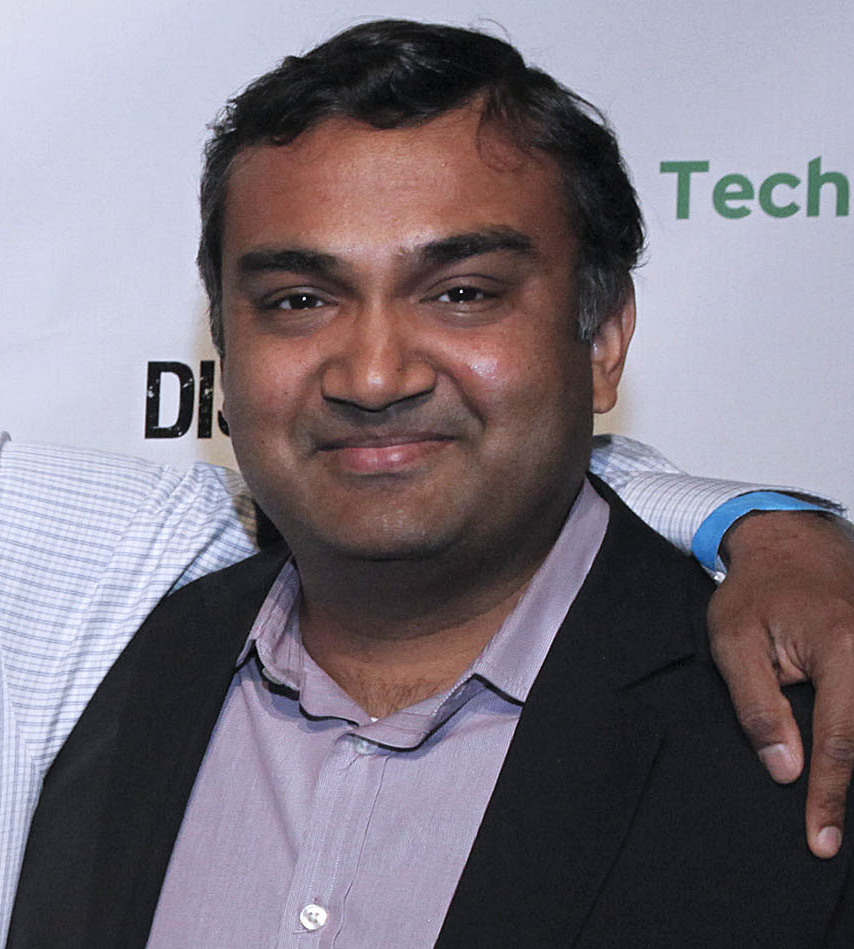

في 16 فبراير 2023، تم تعيين نيل موهان رئيسًا تنفيذيًا لشركة YouTube، خلفًا لسوزان وجسيكي.

## مشاريع أخرى
عمل موهان أيضًا مع شركة ميكروسوفت وكان عضوًا في مجلس الإدارة.

## الحياة الشخصية
زوجته هيما سارين موهان، التي عملت في القطاع غير الربحي وقطاع الرعاية العامة لمدة عقدين من الزمن. تزوج أثناء وجوده في نيويورك خلال فترة عمله في شركة دبل كيك.